# Луций Фульвий Курв
Луций Фульвий Курв (лат. Lucius Fulvius Curvus) — консул Древнего Рима 322 до н. э.
Согласно Плинию Старшему в 322 до н. э. Луций Фульвий был консулом в своём родном городе Тускуле, жители которого подняли мятеж против Рима. Луций Фульвий, перейдя на сторону римлян и получив от них аналогичную должность, за подавление восстания был удостоен триумфа.
По одной из версий Луций Фульвий также участвовал вместе со своим коллегой Квинтом Фабием Максимом Руллианом в войне с самнитами, за победу над которыми они отпраздновали триумф.
В 316 до н. э. диктатор Луций Эмилий Мамерцин Привернат назначил Луция Фульвия начальником конницы. Оба они руководили осадой Сатикулы. В ходе неё римляне разбили сделавших вылазку сатикуланцев и союзных им самнитов под стенами города, после этого заняли оставленную жителями крепость.